# 子貢

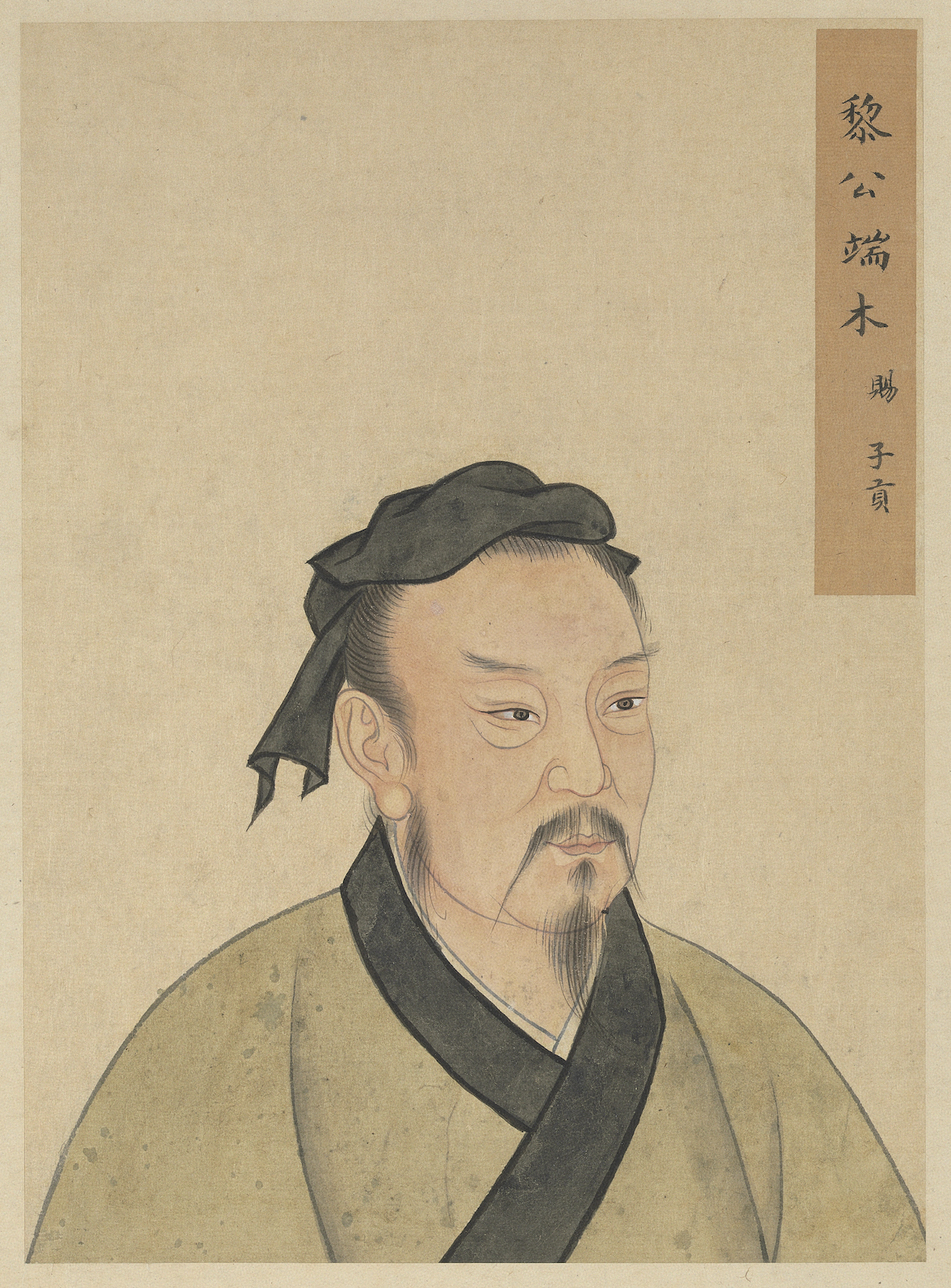
子貢

子貢（しこう、紀元前520年 - 紀元前446年）は、孔子の弟子にして、孔門十哲の一人。孔子より31歳年少。春秋時代末期から戦国時代にかけて活躍した。子貢は字、姓は端木（たんぼく）、名は賜（し）。衛の人。弁舌に優れ衛、魯でその外交手腕を発揮する。また、司馬遷の『史記』によれば子貢は魯や斉の宰相を歴任したともされる。さらに「貨殖列伝」にその名を連ねるほど商才に恵まれ、孔子門下で最も富んだ。孔子死後の弟子たちの実質的な取りまとめ役を担った。唐の時代に黎侯に封じられた。

## 子貢の弁舌
あるとき子貢が斉の景公に「あなたは誰を師となさっているのか」と聞かれたとき、子貢は「仲尼（孔子）が私の師です」と答えた。しかし子貢は景公に「仲尼は賢いですか」と問われると即座に「賢いです」と答えたものの、「どのように賢いのですか」と問われると「存じません」と答えた。景公はいぶかしんで「貴方は仲尼は賢いと言いながら、その賢さがどのようなものであるのかは知らないという。それでよろしいのですか」と聞いた。
すると子貢は「人は誰でも皆天が高いことを知っておりますが、では天の高さはどのようなものか、と聞かれたら皆知らないと答えるでしょう。わたしは仲尼の賢さを知っておりますが、その賢さがどのようなものであるのかは知らないのです」（説苑）と孔子の偉大さを天の高さになぞらえて答えた。
またあるとき、叔孫州仇（叔孫武叔）が「子貢は孔子より優れている」と話したことを子服何（子服景伯）が子貢に伝えた。子貢は「屋敷の塀に例えるなら、私の家の塀の高さは肩の高さぐらいでしょう。ですから、屋敷の中の小奇麗な様子が窺えます。しかしながら、夫子の家の塀の高さは高すぎて、ちゃんと門から見ないと中の素晴らしい建物や召使の様子は知ることはできないでしょう。ですから、叔孫武叔がそういったのは無理ないことかもしれません」（論語）と見事な例を引き、孔子が優れていることを表現した。この子貢の言葉は今でも中国のことわざとして残っている。

## 政治家、実業家としての子貢
春秋左氏伝には、国難に際して子貢が呉・斉などへ、外交官として使わされていることが散見される（春秋左氏伝では子贛とも表記されている。同一人物とされる）。
また、魯の大臣が外交の場で失敗して、子贛がいれば失敗しなかったのに、と残念がっている表現や、斉国から成という城市を取り戻していること、答えに窮した正使を助けていることなどの言動から、かなり有能であったことがわかり、孔子にも勝ると一部で評価されるのも理解できる。
また、『史記』の記述によれば、魯を救うために越・呉・斉・晋に使いし後の縦横家顔負けの弁舌をふるって魯を救い、呉を滅ぼし、越を覇者たらしめ、斉を弱めて晋を守ったとされる。類似の記述は『墨子』非儒下編にもある。
このような功績から、魯衛の宰相になったという伝誦がある。
その上、彼は『史記』貨殖列伝に載るほどの人物で、その伝には、子貢は魯と曹の国で物資を売り買いして莫大な富を築いたとされる。また各国諸侯とも交際し、孔子の名が広まったのは子貢が弟子にいたからだ、と書かれている。
子貢の商才を讃えて、後世、財界に大成のあった者に贈る言葉として、「端木遺風」は使われていたという。一部の言い伝えでは、子貢は財神（ざいじん。金運を高め、財運を呼び込む強力な力を持つ神様）として尊崇されている。
『墨子』・『韓非子』・『荘子』など、多くの戦国時代の書物に子貢が登場していることから、当時の人々にとって非常に有名な人物であったことがわかる。また、司馬遷著『史記』仲尼弟子列伝では、圧倒的に長い記述で紹介されていることから、名実とも孔子の最も出来の良い弟子だと言い伝わる。

## 孔子との関係
上の逸話でも窺えるように、子貢は表現力においては時に孔子をも上回る才能を見せ、たびたび「子貢は孔子を超えている」と言われた。また、孔子を貶める意図を込めて子貢を持ち上げたと思われる人物もいたが、そのような話を耳にするたびに、子貢は巧みな喩えを用いて孔子を賞賛することで反論している。
孔子の没後、その弟子たちは孔子の墓の近くで三年間服喪したが、子貢はさらに三年間、合わせて六年もの間、喪に服したと伝わっている。
孔子は彼の能力の使い方に難色を示していた。しかし彼の才気煥発さを愛し、厳しく反省を促しながらも時に励まし、愛情のこもった指導をしている。
また子貢は言語に列せられると雖も、「於従政乎何有」（『論語』子路第十三）という箇所が子貢のことを指しているとされる。
「過ぎたるは猶ほ及ばざるがごとし」という言葉の出典も子貢と孔子との会話から成る。『論語』先進での師（子張）と商（子夏）のどちらが優れているのかという質問である。